# Spargania incommodata
Spargania incommodata är en fjärilsart som beskrevs av Walker 1862. Spargania incommodata ingår i släktet Spargania och familjen mätare. Inga underarter finns listade i Catalogue of Life.